# Safarbek Soliev
Safarbek Soliev est un réalisateur tadjik, né à Stalinabad (aujourd'hui Douchanbé) en 1959.
Après des études de linguistique, de droit, il part étudier le cinéma à Moscou. Depuis 1980, il a réalisé plus de 20 documentaires et longs métrages.

## Filmographie
- 1988 : Achaglon
- 2002 : L'alliance
- 2005 : Le Calendrier de l'attente (Takvimi intizori)
- 2007 : Nissour[1]